# تونبرغية
التونبرغية (الاسم العلمي: Thunbergia) هي جنس من النباتات تتبع الفصيلة الأقنتية من رتبة الشفويات.

## أنواع التونبرغية
- تونبرغية أرجوانية
- تونبرغية ذهبية
- تونبرغية أنغولية
- تونبرغية بيضاء
- تونبرغية جميلة
- تونبرغية جلبانية
- تونبرغية جناحية
- تونبرغية حريرية
- تونبرغية حزمية
- تونبرغية حولية
- تونبرغية خضراء العيون
- تونبرغية رأس الرجاء
- تونبرغية رقائقية
- تونبرغية زجاجية
- تونبرغية سنانية الأوراق
- تونبرغية سيانية
- تونبرغية شفاينفورتية
- تونبرغية صغيرة الأوراق
- تونبرغية صفراء
- تونبرغية صهباء
- تونبرغية ضئيلة
- تونبرغية طويلة الأوراق
- تونبرغية طويلة السبلة
- تونبرغية معرقة
- تونبرغية عشبية الأوراق
- تونبرغية عطرية
- تونبرغية غارية الأوراق
- تونبرغية غريغورية
- تونبرغية غوسويلرية
- تونبرغية فيشرية
- تونبرغية قائمة
- تونبرغية قرمزية
- تونبرغية قلبية
- تونبرغية قوية
- تونبرغية كبيرة الأزهار
- تونبرغية لاطئة
- تونبرغية رخوة
- تونبرغية متطاولة الأوراق
- تونبرغية متقاربة
- تونبرغية مضلعة
- تونبرغية متغضنة
- تونبرغية معقوفة
- تونبرغية مهملة
- تونبرغية ناعمة
- تونبرغية نتالية
- تونبرغية هدبية
- تونبرغية هوكريانية
- تونبرغية هوكية
- تونبرغية هولستية